# 二条大橋
二条大橋（にじょうおおはし、旧字体：二條大橋）は、京都府京都市を流れる鴨川に架設された橋。現在架橋されている橋は、1943年（昭和18年）に竣工したもの。

## 概要
二条通を通る全長85m、幅員12.6mの3径間ゲルバー鋼桁橋である。
高欄は石製で伝統的な形状をとっているほか、高欄親柱は擬宝珠や照明を持たない構造となっている。
みそそぎ川は、この橋の西詰南側から高瀬川に分流する。橋上からは東山の山々を望むことができるほか、北側からは北山を見ることが出来る。また、二条大橋北側には千鳥や舟を模した飛石が設置されている。

## 諸元
- 橋梁形式：3径間ゲルバー鋼桁橋
- 竣工：1943年（昭和18年）10月
- 延長：85 m
- 幅員：12.6 m
- 所在地：京都府京都市
中京区鉾田町・東生洲町 - 左京区孫橋町

## 歴史
かつての現在地周辺は架橋されておらず、合戦が行われたり、高札（二条河原落書）が掲げられたりする広場のような役割を担う「二条河原」であった。
1654年、『新版平安城東西南北町井洛外之図』中に、二条川原(二条橋)が記載される。その後、1808年の『花洛一覧図』においても、二条大橋の記載が見られる。
1895年（明治28年）、岡崎公園にて内国勧業博覧会が開催され、京都駅と会場を結ぶ市街電車が木屋町通・二条大橋を経由で建設された。
1913年（大正2年）、旧二条大橋が架橋された。意匠設計は、東京帝国大学工科大学造家学科（建築学科）出身で、「関西建築界の父」とも称される武田五一が担当した。
1935年（昭和10年）の6月28日深夜から29日にかけて「京都大水害」が発生する。この際、29日午前3時40分から同午前8時半までの5時間のうちに、先代の旧橋が流失する。
この水害を受け、京都市は橋梁の永久化計画を検討し、1943年（昭和18年）に現在の橋が永久橋として竣工する。
2015年（平成27年)、老朽化による橋梁の更新を見据え、京都市建設局土木管理部橋りょう健全推進課が担当課となって二条大橋デザイン検討会議が発足した。

## 周辺
- 真如院
- 本立院
- 善性院
- 真浄院
- 島津製作所創業記念資料館
- 善導寺
- 法雲寺
- 日本銀行京都支店